# Turégano
Turégano település Spanyolországban, Segovia tartományban. Turégano Cabezuela, Veganzones, Muñoveros, Caballar, Cubillo, Santiuste de Pedraza, Pelayos del Arroyo, Sotosalbos, Torreiglesias és Sauquillo de Cabezas községekkel határos. Lakosainak száma 1017 fő (2024).

## Népesség
A település népessége az elmúlt években az alábbi módon változott:
| Lakosok száma | 1109 | 1119 | 1159 | 1088 | 1098 | 1056 | 1005 | 979  | 978  | 1017 |
|               | 2001 | 2004 | 2007 | 2009 | 2012 | 2014 | 2017 | 2019 | 2022 | 2024 |